# Římskokatolická farnost Třebíč-město
Římskokatolická farnost Třebíč-město je jedno z územních společenství římských katolíků v městě Třebíči s farním kostelem sv. Martina z Tours ve Vnitřním Městě.

## Území farnosti
Do farnosti náleží městské části města Třebíče:
- Vnitřní Město s farním kostelem svatého Martina z Tours,
- Horka-Domky s blízkým filiálním kostelem Nejsvětější Trojice a kaplí svatého Jana Nepomuckého,
- Borovina,
- Řípov s kaplí Panny Marie Lurdské,
- Stařečka.
- dříve také byly přiděleny Hluchý a Janův mlýn

## Záduší
K tzv. záduší fary náležela celá trať „Radostín“ ve výměře 79,3 hektarů, původní majitel literátského kůru. V roce 1687 konsistoř olomoucká rozhodla, že výtěžek patři faráři. Desátky brali faráři ze všech osad náležících ku panství, také z osad městu poddaných: Ptáčova a Kracovic.

## Děkanství
Sídlem děkanství se Třebíč stala v roce 1671. K děkanátu byly přiděleny farnosti: třebičská, vladislavská, vamenická, rudíkovská, náměšťská, heraltická, opatovská, stařecká, čáslavická, roketnická, valečská a dalešická; v roce 1778 patřily sem farnosti: třebíčská, stařecká, roketnická, opatovská a heraltická a 2 lokální kaplanství : vladislavské a čáslavické. Roku 1786 byla vyloučena farnost opatovská, roku 1788 farnosti stařecká, soketnická, lokální kaplanství čáslavické a farnost heraltická, za to přivtěleny nově zřízené farnosti, u Kapucínů v Třebíči, v Červené Lhotě, farnost přibyslavická, kurácie v zámku a lokální kaplanství: benetické, trnavské a střížovské.

## Dějiny farnosti
Farnost u sv. Martina byla až do roku 1784, kdy byla zřízena římskokatolická farnost Třebíč-Jejkov, jedinou farností ve městě.
Fara měla být založena přibližně v době, kdy se Třebíč měla stát městem (tj. r. 1335), v té době duchovní správa města byla pod patronací mnichů sv. Benedikta. V době, kdy Třebíč byla obsazena husity se rozmáhalo přijímání pod obojí, v tu dobu farář Martin (r. 1451) se přiklonil k utrakvismu, později však působením Kapistránovým se přiklonil zpět ke katolické církvi. Od roku 1449 získala husitská obec modlitebnu u špitálu na Podklášteří (bývalá sýpka u Pohankova mlýna). O několik let později odešel kněz kvůli rozmáhání se utrakvismu do Jaroměřic nad Rokytnou, doufal, že bude měšťany povolán zpět do Třebíče. To se však nestalo a tak v 16. století byly na třebíčskou faru přijímáni kněží luteránské víry.
Místo, kde dříve stála fara nelze zjistit, v 1. polovině 17. století byl na místě nynější fary vybudována farní budova, v současné podobě byla budova fary dostavěna v roce 1785.
V době po bitvě na Bílé hoře byla třebíčská farnost v roce 1622 svěřena katolickému knězi z Rudikova a v roce 1629 byly konány první katolické mše. Později farnost obsluhoval Martin Pihavý, děkan Roždálovský, farář Rudíkovský, Budišovský a Tasovský; prvním katolickým farářem pak byl v roce 1638 ustanoven Václav Bureš. Roku 1656 byla k rukám císaře podána žaloba děkana Burešovského k tomu, že v Třebíči sídlí kacíři, kde celkem mělo být v obci 21 sekt. Z toho důvodu byly uspořádány jezuitské misie z Jihlavy a v roce 1657 byla třebíčská farnost "obrácena".
Matriky spravované farností byly mezi lety 1635 a 1754 vedeny latinsky, posléze do roku 1769 česky a posléze opět latinsky, od roku 1785 německy a od roku 1867 česky.

Farnosti na území města Třebíče

## Bohoslužby
| Kostel             | Místo  | Bohoslužba                                       | Bohoslužba                                           | Poznámka     |
| ------------------ | ------ | ------------------------------------------------ | ---------------------------------------------------- | ------------ |
| Kostel sv. Martina | Třebíč | neděle pondělí úterý středa čtvrtek pátek sobota | 8.00, 10.35, 18.00 7.15 7.15, 16:00 18.00 7.15 18.00 | farní kostel |

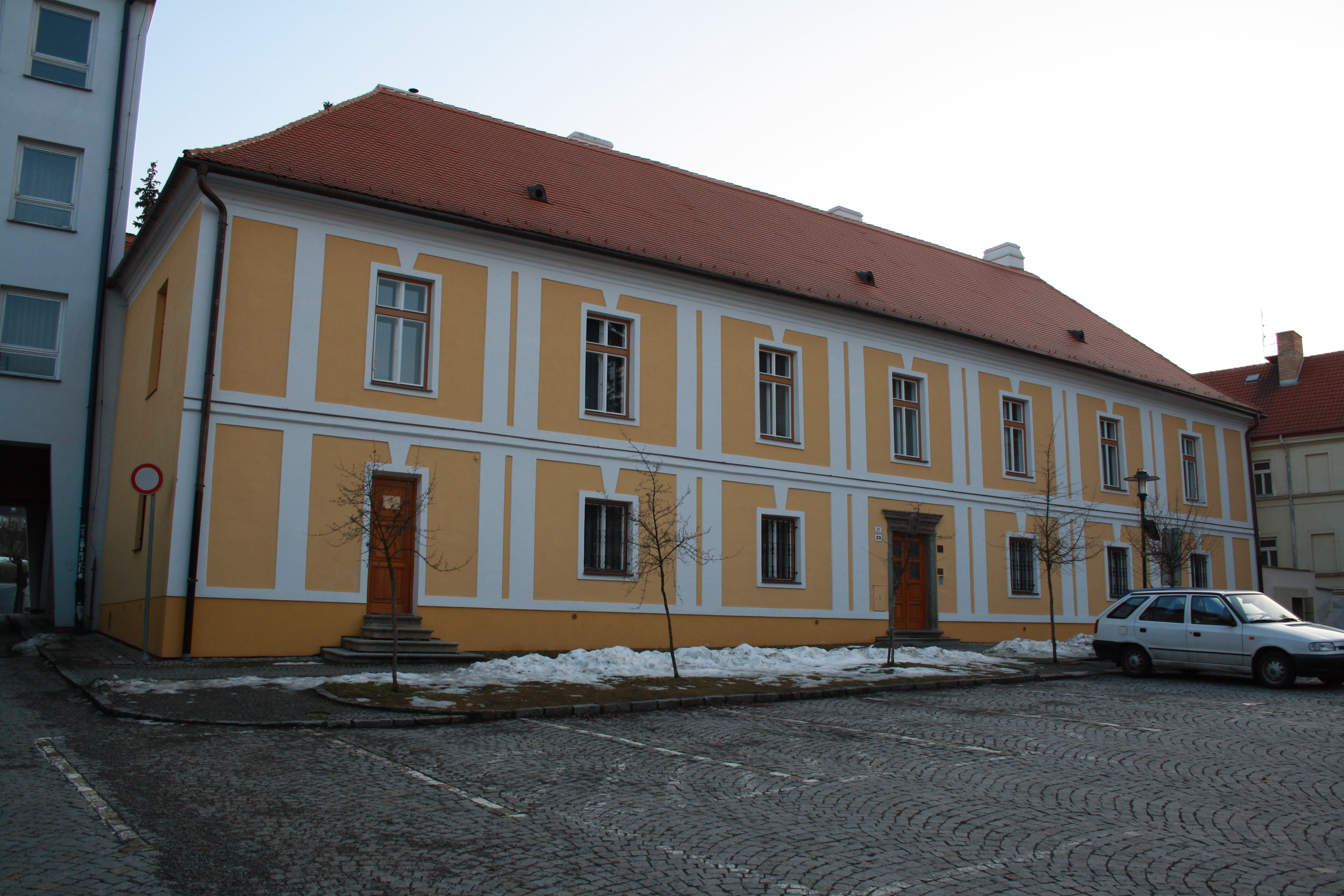
Fara při kostele sv. Martina ve Vnitřním Městě

První sobotu v měsíci je též mše svatá ráno v 8.00.

## Faráři
Roku 1366 měl být farářem Vítek, roku 1377 Vavřinec z Rouchovan, roku 1382 Ondřej ze Znojma, roku 1386 Adam z Třebíče, roku 1394 bratr Peskal a roku 1405 Jiří. V roce 1443 byl děkanem třebíckým Michal Gründer, farář z Rantířova (nynější Rancířov). Později, v době, kdy byly přijímáni na faru luteránští kněží, působili na faře: Blasius (1550), Adam Světelský (1555–1557), Samuel (1561–1564), Ondřej Pardubický (1570–1574), Matěj Skutecký (1578), Jan Laetus (1590) a poslední Jakub Petroselinus (Petržela) starší (1605–1629). Od obnovení katolictví na faře sv. Martina bylo uvedeno celkem 20 kněžích, z nichž nejdéle a nejúčinněji působili Martin Matlocius (Matlocha) (1698—1727). Mezi dalšími byli Martin Pihavý (1630–1638), Václav Bureš (1638–1651), Petr Wlokius nebo Petr Vlok (1651–1653), Jan Viktorin nebo Jan Slovatius (1653–1660), Augustin Klaudius Bullas nebo Pullas (1660–1662), Karel Erasmi (1662), Augustin Geller (1663–1669), Václav Vojtěch Geil (1669–1673), Alexander Maxmilian Halibodal (1673–1676), František Vojtěch Olitorius (1676–1682), Bernard Petr Hoffer (1682–1698), Martin Josef Matlocius nebo Martin Josef Matlák či Matlok (1698–1727) a František Leopold Langfort (1727–1746).
Od 30. letech 18. století spravovali martinskou farnost: František Langfort (1727–1746), Josef Cardeli (1746–1776), Filip Zwach (1776–1798), Jakub Dvořecký (1798–1814), Jakub Horák (1814–1827), Alois Altmann (1827–1854), Josef Janoušek (jinde uváděno Jan Janoušek) (1854–1875), Alois Schrotz (1875–1885), Karel Papoušek (1885–1898) a s farářem Matějem Nevoralem (1899–1920) farnost vstoupila do 20. století.
Od 1. července 1996 byl farářem R. D. Jiří Dobeš, který se roku 2006 stal také děkanem třebíčského děkanství, Jiří Dobeš odešel k 31. červenci 2025 do funkce děkana v Telči, kdy bylo oznámeno, že jej má v Třebíči-městě nahradit R. D. Ludvík Bradáč. Později však došlo ke změně a 1. srpna téhož roku se stal zdejším farářem R. D. Josef Novotný.

## Primice
Dne 6. července 2003 měl ve farním kostele primici novokněz R. D. Petr Hošek. V červnu 2015 byl vysvěcen novokněz pocházející z farnosti – R. D. Jakub Tůma, jeho primice se ve farním kostele konala 3. července 2015, Dne 24. června 2018 měl zde primici novokněz R. D. Vojtěch Zahrádka.